# Alice Greczyn
Alice Greczyn (Walnut Creek, 6 februari 1986) is een Amerikaanse actrice.